# Schozachgau
Das Schozachgau, auch Schotzachgau genannt, ist eine Region in Baden-Württemberg, rund 10 km südlich von Heilbronn. Namensgebend ist die Schozach, ein rechter Nebenfluss des Neckars.

## Geographie
Naturräumlich zählt das Gebiet überwiegend zu den sogenannten Schozachplatten des Neckarbeckens, im Westen und Norden begrenzt durch den Neckar, im Osten und Süden reichen die Ausläufer der Löwensteiner Berge in das Gebiet herein. Die Schozachplatten bestehen aus über 10 Meter mächtigen Löss- und Lösslehmflächen, die von der Schozach und ihren 
Nebenbächen durchzogen werden. Die Schozach durchläuft das Gebiet von Norden nach Süden, ehe sie zwischen Auenstein und Ilsfeld einen Richtungswechsel nach Westen vornimmt. Nach einem weiteren Knick nach Norden verlässt sie westlich von Schozach das Areal, bildet hier die Grenze zu Lauffen und mündet in den Neckar.

## Geschichte
Das Schozachtal mit seinen günstigen Boden-, Wasser- und Klimaverhältnissen wird seit über sechstausend Jahren ununterbrochen besiedelt. Aus der Zeit der Kelten stammt der Grabhügel „Katzenbuckel“ sowie die 1931 gefundene Bronzestatuette „Ilsfelder Männle“. Um 150 nach Chr. wurde das Gebiet von den Römern besetzt. Durch Ilsfeld führte eine Römerstraße und Funde von Mauerresten und Ziegeln belegen die Existenz römischer Gutshöfe im Schozachtal. Die Alamannen überrannten um 260 nach Chr. den Limes, sie wurden im Jahr 497 durch die Franken unter König Chlodwig vertrieben und es begann eine intensive fränkische Besiedlung. Es wurden Verwaltungsbezirke, sogenannte „fisci“ gebildet, mit Königshöfen als Zentren. Der Königshof Ilsfeld war das Zentrum des „fiskus Schozachgau“, der vermutlich der Anfang der heutigen Siedlung Ilsfeld war. Grafen des Gaus waren die Grafen von Calw, eine Hochadelsfamilie (11.–14. Jahrhundert), deren Besitzschwerpunkt im fränkisch-schwäbischen Grenzraum, im Würm-, Glems-, Enz-, Zaber-, Murr- und Schozachgau mit Zentren in Ingersheim, Löwenstein und Sindelfingen lag. An der heute begradigten Schozach nahe Ilsfeld, befand sich auf einem bei der Begradigung 1948 eingeebneten Burgstuhl eine Turmhügelburg, von der keine Reste mehr vorhanden sind. Im späten 12. und im 13. Jahrhundert traten als Nachfolger der Grafen von Calw, die Herren von Ilsfeld, die Ministeriale der Markgrafen von Baden waren auf, deren Stammverwandte veranlassten den Bau einer Burg auf dem nahen Wunnenstein.